# Sanja Jilwan Rasul
Sanja Jilwan Rasul (geb. 21. Dezember 1992 in Freiburg), auch bekannt unter ihrem Wettkampfnamen B-Girl Jilou, ist eine deutsche Breakdancerin. 2021 und 2023 war sie Deutsche Meisterin im Breaking, in den Finals 2025 errang sie den Titel erneut.

## Leben
Rasuls zweiter Vorname Jilwan (die Kurzform Jilou ist Bestandteil ihres Wettkampfnamens) ist der Name eines Berges im kurdischen Nordirak und verweist auf ihre Wurzeln. Ihre Mutter ist Deutsche, ihr Vater floh vor dem Regime Saddam Husseins aus dem Irak. Sie wuchs in Köln auf und lebt in Berlin. Auf nationaler Ebene startet sie für den Berliner Sportclub Siemensstadt.
Als Kind begann Rasul mit Ballett und Kunstturnen. Später machte sie Luftakrobatik in einer Zirkusgruppe, wo sie die Grundlagen der Kontorsion lernte. In einem Interview beschrieb Rasul ihren Weg zum Breaking: Kreativität und Bewegung hätten immer eine wichtige Rolle im elterlichen Künstlerhaushalt gespielt. Sie habe es beim Turnen geliebt zu trainieren und sich weiterzuentwickeln, aber der Sport sei sehr reglementiert. Die Akrobatik habe ihr mehr Ausdrucksmöglichkeiten gegeben, und sie habe gelernt mit dem Publikum zu interagieren. Die dort erworbenen Fähigkeiten hätten eine perfekte Grundlage für das Breaking gebildet. Nicht nur eine Rolle zu spielen, sondern sie selbst zu sein, habe ihr allerdings im Zirkus gefehlt. Als Rasul 13 Jahre alt war, sah sie einen Fernsehbeitrag über Breaking und fand ihre neue Sportart. Bereits zwei Jahre später nahm sie an internationalen Breaking-Wettbewerben teil. 2010 belegte sie in Holland bei dem Wettbewerb The Notorious IBE den zweiten Platz.
2013 nahm Rasul an der TV – Show Got to Dance teil und schaffte es bis ins Halbfinale. Sie arbeitete längere Zeit als Tanzlehrerin und Showtänzerin, heute (2024) kann sie von ihrem Sport leben.

## Sportliche Erfolge
2021 wurde Rasul Deutsche Meisterin im Breaking, im Juli 2023 und im August 2025 konnte sie ihren Deutschen Meistertitel wiederholen. In den Jahren 2021, 2023 und 2024 gewann sie beim Red Bull BC One Germany, einem der bekanntesten Breaker Events in Deutschland. Sie gehört zum Bundeskader des Deutschen Tanzsportverbands (DTV).
Rasul galt als die deutsche Hoffnung für die Olympischen Sommerspiele 2024 in Paris, bei denen zum ersten Mal olympische Wettkämpfe im Breaking stattfanden. Im Vorfeld der Spiele gab Rasul zahlreichen Journalistinnen und Journalisten Interviews, in denen sie nicht nur ihren Werdegang, sondern auch ihren Sport und seine jüngste Entwicklung beschrieb. Sie gilt im Jahr 2024 als die einzige Deutsche, die international mithalten kann. Anfang Juli 2023 belegte sie Platz 19 der Weltrangbestenliste mit 1.160 Punkten. Da in Paris nur 16 Frauen teilnehmen durften, fanden im Vorfeld zahlreiche Qualifikationsturniere statt. Bei dem letzten Wettkampf im Juni 2024 in Budapest konnte sich Rasul nicht gegen ihre Konkurrentinnen durchsetzen.
Ihre wichtigsten Erfolge der letzten Jahre:
- 2019 Weltmeisterschaft Bronze
- 2021 Deutsche Meisterschaft Gold
- 2021 Europameisterschaft in Sotschi Siebter Platz[2]
- 2021 WDSF-Weltmeisterschaft Paris Bronze[17]
- 2022 um ein Jahr verschobene IWGA-Weltmeisterschaften (World Games) in Birmingham/USA Siebter Platz[18]
- 2023 Europaspiele in Nowy Sącz Sechster Platz[19]
- 2023 Deutsche Meisterschaft Gold
- 2024 Breaking for Gold World Series in Shanghai, 5. Platz[20]
- 2025 Deutsche Meisterschaft Gold[21]